# Língua lo-toga
Lo-Toga é uma língua Oceânica falada por cercade 580 pessoas nas ilhas Lo e Toga do grupo da ilhas Torres do norte de  Vanuatu. The language has sometimes been called Loh (sic) or Toga, after either of its two dialects.

## Nome
A língua tem o nome das duas ilhas onde é falada: Lo e Toga.

## Situação e dialetos
Seus 580 falantes vivem principalmente em nessas duas ilhas as principais ilhas na metade sul do grupo das Torres. A mesma língua também é falada pelas pequenas populações das outras duas ilhas de Linua e Tegua.
Lo-Toga é dividido em dois dialetos muito próximos, Lo (falado na ilha de Lo) e Toga (falado em Toga). Os habitantes do norte de Vanuatu geralmente não fazem distinção entre dialetos e idiomas.
Por outro lado, Lo-Toga é uma língua distinta da outra língua do grupo Torres, a língua hiw.

## Fonologia
O dialeto Lo do Lo-Toga contrasta fonemicamente 16 consoantes e 13 vogais.

### Consoantes
|             | Bilabial | Alveolar | Retroflexa | Dorsal | Labializada velar | Glotal |
| ----------- | -------- | -------- | ---------- | ------ | ----------------- | ------ |
| Nasal       | m ⟨m⟩    | n ⟨n⟩    |            | ŋ ⟨n̄⟩  | ŋʷ ⟨n̄w⟩           |        |
| Plosiva     | p ⟨p⟩    | t ⟨t⟩    | ʈ͡ʂ ⟨d⟩     | k ⟨k⟩  | kʷ ⟨q⟩            |        |
| Fricativa   | β ⟨v⟩    | s ⟨s⟩    |            | ɣ ⟨g⟩  |                   | h ⟨h⟩  |
| Rótica      |          | r ⟨r⟩    |            |        |                   |        |
| Lateral     |          | l ⟨l⟩    |            |        |                   |        |
| Aproximente |          |          |            |        | w ⟨w⟩             |        |

### Vogais
Os 13 fonemas vocálicos do dialeto Lo incluem 8 monotongos /i e ɛ a ə ɔ o ʉ/, e cinco ditongos /i͡e i͡ɛ i͡a o͡ə o͡ɔ/.
|              | Monotongos | Monotongos | Monotongos |           | Ditongos | Ditongos |
| Anterior     | Central    | Posterior  | Anterior   | Posterior |          |          |
| ------------ | ---------- | ---------- | ---------- | --------- | -------- | -------- |
| Fechada      | i ⟨i⟩      | ʉ ⟨u⟩      |            |           |          |          |
| Meio Fechada | e ⟨ē⟩      |            | o ⟨ō⟩      | i͡e ⟨iē⟩   |          |          |
| Medial       | ə ⟨e⟩      | ə ⟨e⟩      | ə ⟨e⟩      |           | o͡ə ⟨ōe⟩  |          |
| Meio Aberta  | ɛ ⟨ë⟩      |            | ɔ ⟨o⟩      | i͡ɛ ⟨ië⟩   | o͡ɔ ⟨ōo⟩  |          |
| Aberta       | a ⟨a⟩      | a ⟨a⟩      | a ⟨a⟩      | i͡a ⟨ia⟩   | i͡a ⟨ia⟩  |          |

## Gramática
Lo-Toga apresenta várias formas de serialização verbal.
O sistema de pronome pessoal contrasta clusividade e inclusividade na 3ª pessoa do plural e distingue três números gramaticais (singular, dual e plural).
Juntamente com sua vizinha, a língua Hiw, Lo-Toga desenvolveu um rico sistema de número verbal pelo qual certos verbos mudam sua raiz dependendo do número de seu principal participante. Lo-Toga apresenta 18 pares de tais verbos.
A referência espacial em Lo-Toga é baseada num sistema de direcionais geocêntricos, que é em parte típico de das línguas oceânicas, e ainda mais inovador.

## Amostra de texto
•Nawë ne kastōm, nike tat ah gengën pe wë na hia; nike të w' ak' ah ne gengën gëwie. - Segundo a tradição, não se deve distribuir comida ruim, deve-se escolher apenas as melhores partes.
•Nihe ve dōem të remë mēhe pe nihe ve vēn ne; pa da wë ne, ne n̄wië pe nine. - Eles pensaram que aquela pessoa com quem estavam andando era a mãe deles; mas na verdade, era um demônio!
•Ne tō vë ele wë nōk, tate pero të ne metave ni tōt. - Quando os galos cantam assim, significa que o dia vai raiar em breve.
•Ne n̄wië ni vēn o li gëwōn ni vēn me ni hawe li hare i metëvenie. - Os espíritos saem da floresta para dançar no sítio da aldeia..